# Liliana Năstaseová
Liliana Năstaseová (* 1. srpna 1962) je bývalá rumunská atletka, halová mistryně světa a Evropy v pětiboji.
Na mistrovství světa v roce 1987 obsadila v sedmiboji páté místo. O čtyři roky později v Tokiu získala v soutěži sedmibojařek stříbrnou medaili. V roce 1992 se stala halovou mistryní Evropy v pětiboji, v následující sezóně se stala v této disciplíně halovou mistryní světa.

## Osobní rekordy
- pětiboj (hala) – 4 753 bodů – 10. února 1993
- sedmiboj (dráha) – 6 619 bodů – 2. srpna 1992